# Chruścielowiec atlantycki
Chruścielowiec atlantycki, chruścielak atlantycki (Mundia elpenor) – gatunek wymarłego ptaka z rodziny chruścieli (Rallidae); jedyny przedstawiciel rodzaju Mundia. Występował endemicznie na Wyspie Wniebowstąpienia (Święta Helena) na Oceanie Atlantyckim.
Gatunek znany z licznych udokumentowanych części szkieletu odnalezionych na wyspie oraz z opisu i szkicu z 1656 r.
Prawdopodobnie żył na suchych terenach wyspy, a jego głównym pokarmem były jaja rybitwy czarnogrzbietej (Sterna fuscata).
Przypuszczalnie wymarł wkrótce po pojawieniu się na wyspie szczurów w XVIII w., jednak mógł przetrwać aż do momentu wprowadzenia kotów w 1815 r.